# Гарпхюттан (национальный парк)
Гарпхюттан (швед. Garphyttan) — национальный парк в Швеции, находящийся коммуне Лекеберг лена Эребру.

## Национальный парк
Официальной целью парка является сохранение уникального сельскохозяйственного ландшафта, для этого землю продолжают обрабатывать традиционными способами. В первые годы после создания парка с целью охраны природы на территории парка была запрещена всякая человеческая деятельность, но со временем стало ясно, что для поддержания такого ландшафта требуется контролируемое людское вмешательство. В результате в Гарпхюттане мы сегодня можно увидеть шведскую сельскую местность, какой она была в начале XX века.